# Меґан Джонс
Меґан Джонс  (англ. Megan Jones; 6 листопада 1976) — австралійська вершниця, олімпійська медалістка.

## Виступи на Олімпіадах
| Олімпіада  | Дисципліна           | Місце |
| ---------- | -------------------- | ----- |
| Пекін 2008 | триборство, особисті | 4     |
| Пекін 2008 | триборство, командні | 2     |